# Rafael Ruano
Pour les articles homonymes, voir Ruano.
Rafael Ruano est un ancien joueur espagnol de basket-ball. Il évolue au poste de pivot.

## Palmarès
- Finaliste du championnat d'Europe 1935